# Пайн-Касл (Флорида)
Пайн-Касл (англ. Pine Castle) — статистически обособленная местность, расположенная в округе Ориндж (штат Флорида, США) с населением в 8803 человека по статистическим данным переписи 2000 года.

## География
По данным Бюро переписи населения США статистически обособленная местность Пайн-Касл имеет общую площадь в 7,25 квадратных километров, из которых 6,73 кв. километров занимает земля и 0,52 кв. километров — вода. Площадь водных ресурсов округа составляет 7,17 % от всей его площади.
Статистически обособленная местность Пайн-Касл расположена на высоте 30 м над уровнем моря.

## Демография
По данным переписи населения 2000 года в Пайн-Касл проживало 8803 человека, 2228 семей, насчитывалось 3130 домашних хозяйств и 3302 жилых дома. Средняя плотность населения составляла около 1214,21 человека на один квадратный километр. Расовый состав населённого пункта распределился следующим образом: 68,78 % белых, 12,80 % — чёрных или афроамериканцев, 0,86 % — коренных американцев, 2,58 % — азиатов, 0,20 % — выходцев с тихоокеанских островов, 4,53 % — представителей смешанных рас, 10,24 % — других народностей. Испаноговорящие составили 35,60 % от всех жителей статистически обособленной местности.
Из 3130 домашних хозяйств в 35,6 % воспитывали детей в возрасте до 18 лет, 46,4 % представляли собой совместно проживающие супружеские пары, в 16,2 % семей женщины проживали без мужей, 28,8 % не имели семей. 19,9 % от общего числа семей на момент переписи жили самостоятельно, при этом 5,7 % составили одинокие пожилые люди в возрасте 65 лет и старше. Средний размер домашнего хозяйства составил 2,81 человек, а средний размер семьи — 3,20 человек.
Население статистически обособленной местности по возрастному диапазону по данным переписи 2000 года распределилось следующим образом: 26,9 % — жители младше 18 лет, 10,5 % — между 18 и 24 годами, 33,4 % — от 25 до 44 лет, 20,0 % — от 45 до 64 лет и 9,2 % — в возрасте 65 лет и старше. Средний возраст жителей составил 33 года. На каждые 100 женщин в Пайн-Касл приходилось 103,7 мужчин, при этом на каждые сто женщин 18 лет и старше приходилось 101,9 мужчин также старше 18 лет.
Средний доход на одно домашнее хозяйство статистически обособленной местности составил 34 448 долларов США, а средний доход на одну семью — 37 969 долларов. При этом мужчины имели средний доход в 25 908 долларов США в год против 22 019 долларов среднегодового дохода у женщин. Доход на душу населения статистически обособленной местности составил 34 448 долларов в год. 13,3 % от всего числа семей в населённом пункте и 15,0 % от всей численности населения находилось на момент переписи населения за чертой бедности, при этом 21,1 % из них были моложе 18 лет и 3,8 % — в возрасте 65 лет и старше.